# Microsoft Silverlight
Microsoft Silverlight je Microsoftov obustavljeni softverski okvir za razvoj web-aplikacija. Razvijen je kao alternativa Adobe Flashu, popularnom dodatku za web-preglednike koji omogućava bogatije multimedijske sadržaje.
Silverlight je do travnja 2007. nosio kodno ime "WPF/E" (engl. "Windows Presentation Foundation/Everywhere"). Radi se o verziji WPF-a koja služi prikazu i animaciji površina iz grafičkih elemenata u web-preglednicima, koja je ustanovljena na XAML-u. Dinamičke radnje mogu se implementirati pomoću JavaScripta. Preko odgovarajućeg softverskog dodatka omogućavao je web-preglednicima (Firefox, IE 6/7, Safari itd.) prikazivanje Silverlight sadržaja. Nije zahtijevao instalaciju Windows Media Playera i nijedne .NET aplikacije. Tvrtka Novell je, uz Microsoftovu podršku, razvijala besplatnu implementaciju Silverlighta za Linux koja je nosila ime Moonlight.

## Vanjske poveznice
- Microsoftova stranica za Silverlight
- Silverlight Developer Center
- Stranica Moonlighta